# Ceratina atopura
Ceratina atopura là một loài Hymenoptera trong họ Apidae. Loài này được Cockerell mô tả khoa học năm 1937.